# 遮帕麻和遮咪麻
《遮帕麻和遮咪麻》是阿昌族长篇诗体创世神话。以唱诗和口头白话两种形式传承至今，主要流传于云南省德宏傣族景颇族自治州梁河县。被阿昌族称为“我们民族的歌”。

## 内容
《遮帕麻和遮咪麻》讲述了阿昌族始祖遮帕麻和遮咪麻造天织地、创造人类、补天治水、智斗邪魔腊訇和重整天地的故事。
遮帕麻和遮咪麻不仅是阿昌族最受崇拜的至尊善神，而且也是所有寻常人家的护佑之神和阿昌族祭祀活动的主掌之神。

## 意义
《遮帕麻和遮咪麻》形象地反映了人类从母权制向父权制过渡的状况。故事中的盐婆神话是古代西南民族游牧文化的一块“活化石”。